# Actia heterochaeta
Actia heterochaeta är en tvåvingeart som först beskrevs av Mario Bezzi 1908.  Actia heterochaeta ingår i släktet Actia och familjen parasitflugor. Inga underarter finns listade i Catalogue of Life.